# Joseph Cali
Joseph John Cali Jr. (ur. 30 marca 1950 w Nowym Jorku) – amerykański aktor filmowy i telewizyjny, producent muzyczny.
Odtwórca roli Joeya w dramacie muzycznym Johna Badhama Gorączka sobotniej nocy.

## Życiorys
Urodził się w Nowym Jorku jako syn Eve Cali i Josepha Johna Cali Seniora. Ukończył Siena College w Loudonville w Colonie, w stanie Nowy Jork. Prowadził działalność kina domowego Joseph Cali Systems Design Inc. w Los Angeles. Był producentem dwóch albumów swojej żony Lori Lieberman – A Thousand Dreams (wyd. Pope Music, 1995) i Monterey (wyd. Drive On Records, 2003).
Był dwukrotnie żonaty. Z Patty, z którą ma cztery córki, rozwiódł się w 1997. Z kolei z żoną Lori Lieberman, wokalistką i autorką tekstów, wychował trzech pasierbów.

## Filmografia

### Filmy
- 1977: Gorączka sobotniej nocy (Saturday Night Fever) jako Joey
- 1979: Voices jako Pinky
- 1980: Konkurs (The Competition) jako Jerry DiSalvo
- 1983: Kobieta samotna (The Lonely Lady) jako Vincent Dacosta
- 1992: Murder Without Motive: The Edmund Perry Story (TV) jako Louie Bottone

### Seriale TV
- 1979: Flatbush jako Presto Prestopopolos
- 1981: Trapper John, M.D. jako oficer Joey Santori
- 1981-82: Today’s F.B.I. jako Nick Frazier
- 1984: Too Close for Comfort jako Mike Lassiter
- 1985: Napisała: Morderstwo (Murder, She Wrote) jako Vic LaRosa
- 1986: Blacke's Magic jako Michael Angels
- 1986: 9 to 5 jako Minelli
- 1988: Sonny Spoon jako Nick
- 1988: Nieziemski przybysz (Something Is Out There) jako Roger
- 1988: Ohara jako agent Kirk
- 1989: Prawie dorosły (Almost Grown) jako Groomsman
- 1990: Napisała: Morderstwo (Murder, She Wrote) jako ksiądz
- 1990: Obcy przybysze (Alien Nation) jako Lee Smith
- 1989-90: Santa Barbara jako Jack Dante
- 1992: Renegat (Renegade) jako Henchman Karla Swensona
- 1992: Jedwabne pończoszki (Silk Stalkings) jako Vinnie LoCerno / Joey V
- 1992: Gliniarz i prokurator (Jake and the Fatman) jako ksiądz
- 1993: Renegat (Renegade) jako Sonny Caruso
- 1994: Napisała: Morderstwo (Murder, She Wrote) jako Paul Grimaldi
- 1995: The Commish jako Doug Duncan
- 1995: Charlie Grace jako Robert Castelli
- 1996: Jedwabne pończoszki (Silk Stalkings) jako Martin Greenwald
- 1997: Gorączka w mieście (L.A. Heat) jako Ray Bernard
- 1997: Pokerowa zagrywka (Suicide Kings) jako Nick Nose
- 1997: Słoneczny patrol (Baywatch) jako Bar Owner
- 1997: Melrose Place jako George
- 1998: Port Charles jako Robert 'Bobby' Mancusi
- 2000: Sprawiedliwość na 18 kołach (18 Wheels of Justice) jako Ray Natale